# Włochy na Zimowych Igrzyskach Olimpijskich 1964
Włochy na Zimowych Igrzyskach Olimpijskich 1964 reprezentowało 61 zawodników: 53 mężczyzn i osiem kobiet. Był to dziewiąty start reprezentacji Włoch na zimowych igrzyskach olimpijskich.

## Zdobyte medale
| Medal  | Zawodnik                                                      | Dyscyplina    | Konkurencja      | Rezultat    |
| ------ | ------------------------------------------------------------- | ------------- | ---------------- | ----------- |
| Srebro | Romano Bonagura, Sergio Zardini                               | Bobsleje      | Dwójki mężczyzn  | 4:22,02 min |
| Brąz   | Eugenio Monti, Sergio Siorpaes                                | Bobsleje      | Dwójki mężczyzn  | 4:22,63 min |
| Brąz   | Eugenio Monti, Sergio Siorpaes, Benito Rigoni, Gildo Siorpaes | Bobsleje      | Czwórki mężczyzn | 4:15,60 min |
| Brąz   | Walter Außerdorfer, Sigisfredo Mair                           | Saneczkarstwo | Dwójki mężczyzn  | 1:42,87 min |

## Skład kadry

### Biegi narciarskie
Mężczyźni
| Zawodnik                                                           | Konkurencja        | czas               | Pozycja            |
| ------------------------------------------------------------------ | ------------------ | ------------------ | ------------------ |
| Franco Nones                                                       | Bieg na 15 km      | 52:18,0            | 10.                |
| Giuseppe Steiner                                                   | Bieg na 15 km      | 52:28,0            | 12.                |
| Giulio De Florian                                                  | Bieg na 15 km      | 53:31,7            | 18.                |
| Marcello De Dorigo                                                 | Bieg na 15 km      | 55:26,1            | 27.                |
| Marcello De Dorigo                                                 | Bieg na 30 km      | 1:33:53,4          | 15.                |
| Giuseppe Steiner                                                   | Bieg na 30 km      | 1:33:59,8          | 16.                |
| Gianfranco Stella                                                  | Bieg na 30 km      | 1:35:01,1          | 18.                |
| Livio Stuffer                                                      | Bieg na 30 km      | 1:38:11,0          | 22.                |
| Livio Stuffer                                                      | Bieg na 50 km      | 2:51:04,7          | 13.                |
| Eugenio Mayer                                                      | Bieg na 50 km      | 2:53:21,3          | 18.                |
| Franco Manfroi                                                     | Bieg na 50 km      | 2:53:56,5          | 19.                |
| Angelo Genuin                                                      | Bieg na 50 km      | Nie ukończył biegu | Nie ukończył biegu |
| Giuseppe Steiner Marcello De Dorigo Giulio De Florian Franco Nones | Sztafeta 4 × 10 km | 2:21:16,8          | 5.                 |

### Bobsleje
Mężczyźni
| Osada | Zawodnik                                                              | Konkurencja | Ślizg 1 | Ślizg 2 | Ślizg 3 | Ślizg 4 | Łącznie | Pozycja |
| ----- | --------------------------------------------------------------------- | ----------- | ------- | ------- | ------- | ------- | ------- | ------- |
| ITa-2 | Romano Bonagura Sergio Zardini                                        | Dwójki      | 1:05,63 | 1:05,13 | 1:05,21 | 1:06,05 | 4:22,02 | srebro  |
| ITA-1 | Eugenio Monti Sergio Siorpaes                                         | Dwójki      | 1:05,94 | 1:04,90 | 1:05,41 | 1:06,38 | 4:22,63 | brąz    |
| ITA-2 | Eugenio Monti Sergio Siorpaes Benito Rigoni Gildo Siorpaes            | Czwórki     | 1:03,43 | 1:04,07 | 1:04,02 | 1:04,08 | 4:15,60 | brąz    |
| ITA-1 | Sergio Zardini Sergio Mocellini Ferruccio Dalla Torre Romano Bonagura | Czwórki     | 1:03,95 | 1:04,10 | 1:03,59 | 1:04,25 | 4:15,89 | 4.      |

### Hokej na lodzie
Reprezentacja mężczyzn
| - Giancarlo Agazzi - Isidoro Alverà - Enrico Bacher - Enrico Benedetti - Vittorio Bolla - Giampiero Branduardi - Alberto Darin - Gianfranco Darin - Bruno Frison |  | - Roberto Gamper - Bruno Ghedina - Ivo Ghezze - Francesco Macchietto - Giovanni Mastel - Giulio Oberhammer - Edmondo Rabanser - Giulio Verocai |

Reprezentacja Włoch w rundzie kwalifikacyjnej ulegała reprezentacji Szwecji i w dalszej części turnieju uczestniczyła w rozgrywkach grupy pocieszenia w której zajęła 7. miejsce. Ostatecznie reprezentacja Włoch zajęła 15. miejsce.

#### Runda kwalifikacyjna
| 28 stycznia 1964 | Szwecja | 12:2 | Włochy | Eisstadion |

| Godzina: 15:30 |  | (4:1, 5:0, 3:1) |  |  |

#### Grupa pocieszenia
| Drużyna    | M | Mecze | Mecze | Mecze | Bramki | Bramki | Bramki | Pkt |
| Drużyna    | M | W     | R     | P     | +      | -      | +/-    | Pkt |
| ---------- | - | ----- | ----- | ----- | ------ | ------ | ------ | --- |
| Polska     | 7 | 6     | 0     | 1     | 40     | 13     | +27    | 12  |
| Norwegia   | 7 | 5     | 0     | 2     | 40     | 19     | +21    | 10  |
| Japonia    | 7 | 4     | 1     | 2     | 35     | 31     | +4     | 9   |
| Rumunia    | 7 | 3     | 1     | 3     | 31     | 28     | +3     | 7   |
| Austria    | 7 | 3     | 1     | 3     | 24     | 28     | -2     | 7   |
| Jugosławia | 7 | 3     | 1     | 3     | 29     | 37     | -8     | 7   |
| Włochy     | 7 | 2     | 0     | 5     | 24     | 42     | -18    | 4   |
| Węgry      | 7 | 0     | 0     | 7     | 14     | 39     | -25    | 0   |

Wyniki
| 30 stycznia 1964 | Włochy | 6:4 | Węgry | Messehalle |

| Godzina: 14:00 |

| 1 lutego 1964 | Jugosławia | 5:3 | Włochy | Messehalle |

| Godzina: 20:00 |

| 2 lutego 1964 | Włochy | 2:9 | Norwegia | Messehalle |

| Godzina: 12:00 |

| 5 lutego 1964 | Polska | 7:0 | Włochy | Messehalle |

| Godzina: 11:00 |

| 6 lutego 1964 | Włochy | 3:5 | Austria | Eisstadion |

| Godzina: 14:00 |

| 8 lutego 1964 | Rumunia | 6:2 | Włochy | Messehalle |

| Godzina: 15:00 |

| 9 lutego 1964 | Japonia | 6:8 | Włochy | Eisstadion |

| Godzina: 13:00 |

### Kombinacja norweska
Mężczyźni
| Zawodnik     | Konkurencja   | Bieg narciarski | Bieg narciarski | Bieg narciarski | Skoki narciarskie | Skoki narciarskie | Skoki narciarskie | Skoki narciarskie | Skoki narciarskie | Skoki narciarskie | Skoki narciarskie | Skoki narciarskie | Łącznie | Pozycja |
| Zawodnik     | Konkurencja   | Czas biegu      | Pozycja         | Punkty          | Skok 1            | Nota              | Skok 2            | Nota              | Skok 3            | Nota              | Punkty            | Pozycja           | Łącznie | Pozycja |
| ------------ | ------------- | --------------- | --------------- | --------------- | ----------------- | ----------------- | ----------------- | ----------------- | ----------------- | ----------------- | ----------------- | ----------------- | ------- | ------- |
| Ezio Damolin | Indywidualnie | 51:42,3         | 7.              | 221,44          | 65,0              | 99,5              | 62,0              | 90,9              | 62,0              | 98,6              | 198,1             | 18.               | 419,54  | 8.      |
| Enzo Perin   | Indywidualnie | 54:17,7         | 17.             | 191,42          | 56,5              | 81,6              | 68,0              | 102,6             | 61,5              | 97,8              | 200,4             | 15.               | 391,82  | 18.     |

### Łyżwiarstwo figurowe
| Zawodnik           | Konkurencja | Nota   | Pozycja |
| ------------------ | ----------- | ------ | ------- |
| Sandra Brugnera    | Solistki    | 1612,5 | 26.     |
| Giordano Abbondati | Soliści     | 1688,4 | 14.     |

### Łyżwiarstwo szybkie
Mężczyźni
| Zawodnik       | Konkurencja   | Konkurencja   | Konkurencja    | Konkurencja    | Konkurencja    | Konkurencja    | Konkurencja      | Konkurencja      |
| Zawodnik       | Bieg na 500 m | Bieg na 500 m | Bieg na 1500 m | Bieg na 1500 m | Bieg na 5000 m | Bieg na 5000 m | Bieg na 10 000 m | Bieg na 10 000 m |
| Zawodnik       | Czas          | Miejsce       | Czas           | Miejsce        | Czas           | Miejsce        | Czas             | Miejsce          |
| -------------- | ------------- | ------------- | -------------- | -------------- | -------------- | -------------- | ---------------- | ---------------- |
| Elio Locatelli | 43,1          | 31.           | 2:19,0         | 35.            |                |                |                  |                  |
| Renato De Riva |               |               | 2:15,7         | 21.            | 7:57,5         | 14.            | 16:57,5          | 18.              |

### Narciarstwo alpejskie
Mężczyźni
| Zawodnik          | Konkurencja | Konkurencja | Konkurencja   | Konkurencja   | Konkurencja         | Konkurencja         | Konkurencja      | Konkurencja      |
| Zawodnik          | Zjazd       | Zjazd       | Slalom gigant | Slalom gigant | Slalom specjalny    | Slalom specjalny    | Slalom specjalny | Slalom specjalny |
| Zawodnik          | Czas        | Pozycja     | Czas          | Pozycje       | Czas 1-go przejazdu | Czas 2-go przejazdu | Czas łączny      | Pozycja          |
| ----------------- | ----------- | ----------- | ------------- | ------------- | ------------------- | ------------------- | ---------------- | ---------------- |
| Paride Milianti   | 2:23,01     | 21.         | 1:52,87       | 13.           | 1:13,50             | 1:04,90             | 2:18,40          | 17.              |
| Italo Pedroncelli |             |             | 1:55,14       | 18.           | 1:13,94             | 1:02,38             | 2:16,32          | 11.              |
| Ivo Mahlknecht    | 2:22,72     | 19.         | 1:54,26       | 16.           | 1:13,69             | 1:04,54             | 2:18,23          | 15.              |
| Bruno Alberti     | 2:25,30     | 23.         |               |               |                     |                     |                  |                  |
| Martino Fill      | 2:27,33     | 27.         |               |               | 1:14,53             | 1:05,10             | 2:19,63          | 20.              |
| Felice De Nicolo  |             |             | 1:59,62       | 28.           |                     |                     |                  |                  |

Kobiety
| Zawodniczka               | Konkurencja | Konkurencja | Konkurencja   | Konkurencja   | Konkurencja         | Konkurencja               | Konkurencja               | Konkurencja               |
| Zawodniczka               | Zjazd       | Zjazd       | Slalom gigant | Slalom gigant | Slalom specjalny    | Slalom specjalny          | Slalom specjalny          | Slalom specjalny          |
| Zawodniczka               | Czas        | Pozycja     | Czas          | Pozycja       | Czas 1-go przejazdu | Czas 2-go przejazdu       | Czas łączny               | Pozycja                   |
| ------------------------- | ----------- | ----------- | ------------- | ------------- | ------------------- | ------------------------- | ------------------------- | ------------------------- |
| Giustina Demetz           | 2:01,20     | 11.         | 1:56,52       | 14.           | Dyskwalifikacja     | Nie ukończyła konkurencji | Nie ukończyła konkurencji | Nie ukończyła konkurencji |
| Pia Riva                  | 2:02,25     | 18.         | 1:54,59       | 9.            | 46,65               | 50,55                     | 1:37,20                   | 9.                        |
| Lidia Barbieri Sacconaghi | 2:03,38     | 25.         | 2:02,73       | 28.           | 53,39               | 55,84                     | 1:49,23                   | 22.                       |
| Inge Senoner              | 2:04,22     | 31.         |               |               | Dyskwalifikacja     | Nie ukończyła konkurencji | Nie ukończyła konkurencji | Nie ukończyła konkurencji |
| Patrizia Medail           |             |             | 1:59,29       | 19.           |                     |                           |                           |                           |

### Saneczkarstwo
Mężczyźni
| Zawodnik                           | Konkurencja | Ślizg 1 | Ślizg 2 | Łącznie | Pozycja |
| ---------------------------------- | ----------- | ------- | ------- | ------- | ------- |
| Walter Außerdorfer Sigisfredo Mair | Dwójki      | 51,40   | 51,47   | 1:42,87 | brąz    |
| Giampaolo Ambrosi Giovanni Graber  | Dwójki      | 51,54   | 52,23   | 1:43,77 | 5.      |

Kobiety
| Zawodnik          | Konkurencja | Ślizg 1 | Ślizg 2              | Ślizg 3                   | Ślizg 4                   | Łącznie                   | Pozycja                   |
| ----------------- | ----------- | ------- | -------------------- | ------------------------- | ------------------------- | ------------------------- | ------------------------- |
| Erica Prugger     | Jedynki     | 55,24   | 1:27,28              | 54,98                     | 55,69                     | 4:13,19                   | 13.                       |
| Erika Außendorfer | Jedynki     | 56,03   | Nie ukończyła ślizgu | Nie ukończyła konkurencji | Nie ukończyła konkurencji | Nie ukończyła konkurencji | Nie ukończyła konkurencji |

### Skoki narciarskie
Mężczyźni
| Konkurencja       | Skoczek        | Skok 1    | Skok 1 | Skok 2    | Skok 2 | Skok 3    | Skok 3 | Nota   | Pozycja |
| Konkurencja       | Skoczek        | odległość | Nota   | odległość | Nota   | odległość | Nota   | Nota   | Pozycja |
| ----------------- | -------------- | --------- | ------ | --------- | ------ | --------- | ------ | ------ | ------- |
| Skocznia normalna | Giacomo Aimoni | 72,5      | 96,1   | 72,0      | 96,6   | 74,0      | 100,4  | 197,3  | 28.     |
| Skocznia normalna | Nilo Zandanel  | 72,0      | 93,9   | 72,0      | 95,9   | 72,0      | 95,6   | 191,5  | 37.     |
| Skocznia normalna | Bruno De Zordo | 68,5      | 88,5   | 71,0      | 87,5   | 72,0      | 96,6   | 185,10 | 46.     |
| Skocznia duża     | Giacomo Aimoni | 88,0      | 102,3  | 86,0      | 103,6  | 79,0      | 97,4   | 205,9  | 13.     |
| Skocznia duża     | Nilo Zandanel  | 87,5      | 100,7  | 81,5      | 96,7   | 70,0      | 83,9   | 197,40 | 25.     |